# Włościanin (czasopismo)
Włościanin – pismo dla ludu wydawane w Krakowie w latach 1869–1879 pod redakcją Czesława Pieniążka. 
Pismo stawiało sobie za cel zapoznawać lud wiejski z podstawami różnych dziedzin wiedzy, m.in. historią, literaturą, medycyną, a także rolnictwem i przemysłem.